# Гротоне (Потенца)
Гротоне (итал. Grottone) је насеље у Италији у округу Потенца, региону Базиликата.
Према процени из 2011. у насељу је живело 22 становника. Насеље се налази на надморској висини од 531 м.